# BonziBuddy
BonziBuddy (stylisé comme BonziBUDDY) était un assistant virtuel de bureau gratuit créé par Joe et Jay Bonzi. Selon le choix de l'utilisateur, il partage des blagues et des faits, gère les téléchargements, chante des chansons et parle, entre autres fonctions.
BonziBuddy a été décrit comme un logiciel espion et un logiciel publicitaire, et a été abandonné en 2004 après que l'entreprise à l'origine de ce logiciel ait fait l'objet de poursuites judiciaires concernant le logiciel et ait été condamnée à payer des amendes. Le site Web de Bonzi est resté ouvert après l'arrêt de BonziBuddy, mais a été fermé fin 2008.

## Conception
Le logiciel utilisait la technologie Microsoft Agent similaire à Office Assistant, et arborait à l'origine Peedy, un perroquet vert et l'un des personnages disponibles avec Microsoft Agent. Les versions ultérieures de BonziBuddy en mai 2000 comportaient son propre personnage : Bonzi, le gorille violet. Le programme a également utilisé une voix de synthèse vocale pour interagir avec l'utilisateur. La voix s'appelait Sydney et était tirée d'un ancien package Lernout & Hauspie Microsoft Speech API 4.0. Il est souvent désigné dans certains logiciels sous le nom d'Adult Male #2.
Un certain nombre de sources identifient BonziBuddy comme un logiciel espion, une affirmation contestée par la société. En 2002, un article de Consumer Reports Web Watch a qualifié BonziBuddy de logiciel espion, indiquant qu'il contient un cheval de Troie backdoor qui collecte des informations sur les utilisateurs. Les activités du programme comprennent la réinitialisation constante de la page d'accueil du navigateur Web de l'utilisateur sur bonzi.com sans sa permission, la demande et le suivi de diverses informations sur l'utilisateur, l'installation d'une barre d'outils et la diffusion de publicités.
Trend Micro et Symantec ont tous deux classé le logiciel comme adware,,. La fiche de Spyware Guide sur le programme indique également qu'il s'agit d'un logiciel publicitaire.

## Réception
En avril 2007, les lecteurs de PC World ont élu BonziBuddy sixième sur une liste intitulée "Les 20 produits technologiques les plus ennuyeux". Un lecteur a été cité comme critiquant le programme parce qu'il "n'arrêtait pas d'apparaître et d'obscurcir les choses que vous deviez voir".
L'un des derniers articles de journaux écrits sur BonziBuddy alors qu'il était encore en distribution le décrivait comme un logiciel espion et un "fléau d'Internet". Un autre article trouvé en 2006 sur le site Web de BusinessWeek décrivait BonziBuddy comme "le cheval de troie espiogiciel incroyablement pénible".

## Poursuites
Internetnews.com a rapporté le règlement d'un recours collectif le 27 mai 2003. Initialement intentée contre Bonzi Software le 4 décembre 2002, la poursuite accusait Bonzi d'utiliser ses bannières publicitaires pour imiter de manière trompeuse les alertes informatiques Windows, alertant l'utilisateur que son adresse IP était diffusée. Dans le cadre du règlement, Bonzi Software a accepté de modifier ses publicités afin qu'elles ressemblent moins à des boîtes de dialogue Windows et davantage à de véritables publicités,.
Le 18 février 2004, la Federal Trade Commission a publié une déclaration indiquant que Bonzi Software, Inc. avait été condamnée à payer 75 000 $ de frais, entre autres, pour avoir enfreint la loi sur la protection de la vie privée en ligne des enfants en collectant des informations personnelles auprès d'enfants de moins de 13 ans avec BonziBuddy.